# Cerva CE.43 Guépard
Die Cerva CE.43 Guépard (französisch für: Gepard) ist ein in den 1970er Jahren entwickeltes vier-/fünfsitziges Eindecker-Reiseflugzeug der französischen Firma Cerva.

## Geschichte und Konstruktion
Das Flugzeug ist eine Ganzmetallausführung der Wassmer WA-4/21. Der WA.4/21-Prototyp flog erstmals im März 1967 und war eine Stahlrohrkonstruktion mit einem stoffbespannten Rumpf und einem sperrholzbeplankten Flügel. Wassmer beschloss, zusammen mit Siren SA eine alternative Ganzmetallversion zu bauen (das Joint Venture ist bekannt als Consortium Europeén de Réalisation et de Ventes d’Avions (CERVA) ). Die beiden Flugzeuge haben identische Maße, wobei die neue Ganzmetallvariante schwerer ist. Der Prototyp der Guépard flog zum ersten Mal am 18. Mai 1971. Das Flugzeug erhielt am 1. Juni 1972 seine Zulassung, und die französische Regierung bestellt daraufhin fünf Flugzeuge für den Service de la Formation Aéronautique (SFA) und 18 Flugzeuge für die Centre D’Essais en Vol (CEV). Erste Lieferungen an private Kunden folgten im Jahre 1975, und bis zum Produktionsende im Jahr 1976 wurden 43 Flugzeuge hergestellt, wovon einige modernisiert wurden.
Später wurden zwei Versionen entwickelt, die Cerva CE.44 Couguar mit einem 285-PS- (213-kW-) Continental-Tiara-Motor und die Cerva CE.45 Léopard mit einem 310-PS- (231-kW-) Avco-Lycoming-TIO-540-Motor. Deren Entwicklung wurde 1977 gestoppt, als Wassmer in Konkurs ging.

## Technische Daten
| Kenngröße             | Daten                                          |
| --------------------- | ---------------------------------------------- |
| Besatzung             | 1                                              |
| Passagiere            | 3–4                                            |
| Länge                 | 8,4 m                                          |
| Spannweite            | 10,0 m                                         |
| Höhe                  | 2,8 m                                          |
| Flügelfläche          | 16,0 m²                                        |
| Flügelstreckung       | 6,3                                            |
| Leermasse             | 845 kg                                         |
| max. Startmasse       | 1600 kg                                        |
| Reisegeschwindigkeit  | 310 km/h                                       |
| Höchstgeschwindigkeit | 320 km/h                                       |
| Dienstgipfelhöhe      | 5300 m                                         |
| Reichweite            | 2900 km                                        |
| Triebwerk             | ein Avco Lycoming IO-540-C4B5, 250 PS (186 kW) |